# 卵叶辐花
卵叶辐花（学名：Lomatogoniopsis ovatifolia）为龙胆科辐花属下的一个种。

## 扩展阅读
- 維基物種上的相關：卵叶辐花